# Javier de Viana
Javier de Viana (Canelones, 5 de agosto de 1868 – La Paz, Canelones, 5 de octubre de 1926) fue un escritor y político periodista uruguayo de filiación blanca.

## Biografía
Sus padres fueron José Joaquín de Viana y Desideria Pérez, fue descendiente por parte de padre del Gobernador Jose Joaquin de Viana.
Recibió educación en el Escuela y Liceo Elbio Fernández y por un corto período cursó estudios en la Facultad de Medicina. A los dieciocho años participó de la revolución del Quebracho, de la cual realizó una serie de crónicas reunidas en un volumen llamado Recuerdos de una campaña y recogidas posteriormente por Juan E. Pivel Devoto en la obra Crónicas de la revolución del Quebracho.
Trabajó de periodista, primero en La Verdad, de Treinta y Tres, y luego en la ciudad de Montevideo.
Participó junto a Elías Regules, Antonio Lussich, El Viejo Pancho, Juan Escayola, Martiniano Leguizamón y Domingo Lombardi, entre otros, de la publicación El Fogón, la más importante del género gauchesco que tuvo la región, fundada por Orosmán Moratorio y Alcides de María en septiembre de 1895.
En 1896 editó una colección de relatos llamada Campo. En este tiempo se dedica infructuosamente a las tareas agropecuarias, arrendando la estancia «Los Molles». Edita en 1899 su novela Gaucha, y dos años más tarde, Gurí.
Se involucró en la insurrección armada nacionalista de 1904, en la que es hecho prisionero. Logró escapar y emigrar a Buenos Aires, donde subsistió escribiendo cuentos en distintas publicaciones, como Caras y Caretas, Atlántida, El Hogar y Mundo Argentino. Entre 1910 y 1912 se editan en Montevideo distintas obras que reúnen sus relatos.
En 1918 regresa a Uruguay y trabaja en varias publicaciones, en particular en el diario El País. Es elegido diputado suplente por el departamento de San José en 1922 y ocupa su titularidad al año siguiente. 
Si bien la documentación oficial hallada (Dirección del Registro Civil Nº 791, página 196) señala que falleció el 5 de octubre de 1926 en Montevideo, la tradición oral insiste en sostener que murió en su casa de La Paz, Canelones. Se ha dicho y repetido que "por intereses partidarios, fue velado en Montevideo, en la sede del Partido Nacional". Quienes sostienen que falleció en la localidad de La Paz, aducen que la partida de defunción contiene "varias inconsistencias", pero es el único documento oficial válido, legal y vigente en la República Oriental de Uruguay, que da fe de la fecha y el lugar del fallecimiento de una persona.
Aunque ya sabemos que el positivismo tuvo al documento escrito como el más sagrado. Cuando se estudia el interior del documento las inconsistencias son tan grandes que debemos descartar esa fuente de información. En este caso se dice que murió en la calle Montevideo y que tenía tres hijos. En 1926 no existía dicha calle (en la actualidad hay una calle con ese nombre en Paso Carrasco) y don Javier tuvo un solo hijo, Gastón.

## Obras literarias
- Campo (1896)
- Gaucha (1899)
- Gurí (1901)
- Con divisa blanca (1904)
- Macachines (1910)
- Leña seca (1911)
- Yuyos (1912)
- Cardos (1919)
- Abrojos (1919)
- Sobre el recado (1919)
- Bichitos de luz (1920)
- Ranchos: costumbres del campo (1920)
- La biblia gaucha (1925)

## 3. Edgar Bellomo. La muerte del vecino ilustre. Las últimas horas de Javier de Viana
1. ↑  Goldaracena. El libro de los linajes No 2.
2. 1 2  Bula Píriz, Roberto (1989). «Vida y obra de Javier de Viana». Consultado el 11 de julio de 2016.